# Marko Capan
Marko Capan (Bjelovar, 24. veljače 2004.) hrvatski je nogometaš koji igra na poziciji veznog igrača za Hajduk Split.

## Klupska karijera
Ubrzo nakon što je debitirao za Hajduk u utakmici protiv Varaždina u kojoj je i asistirao Dariu Melnjaku, produžio je ugovor do ljeta 2026. godine. Dana 15. ožujka 2023. Capan je bio kapetan juniorske momčadi Hajduka u utakmici četvrtfinala UEFA Lige mladih 2022./23. protiv Borussie Dortmund i zabio je gol u raspucavanju jedanesteraca.

## Reprezentativna karijera
Capan je igrao za selekcije Hrvatske do 15, 16, 18 i 19 godina.

## Trofeji

### Hajduk Split
- Hrvatski nogometni kup: 2022./23.

## Vanjske poveznice
- Profil, Hrvatski nogometni savez
- Profil, Transfermarkt